# ブロントプス
ブロントプス(Brontops)は漸新世前期（約3,500万年前〜約3,100万年前）に生息した哺乳類。奇蹄目・ブロントテリウム科。ブロントテリウムに近縁で、同様に鼻の上に角を持つ。

## 特徴

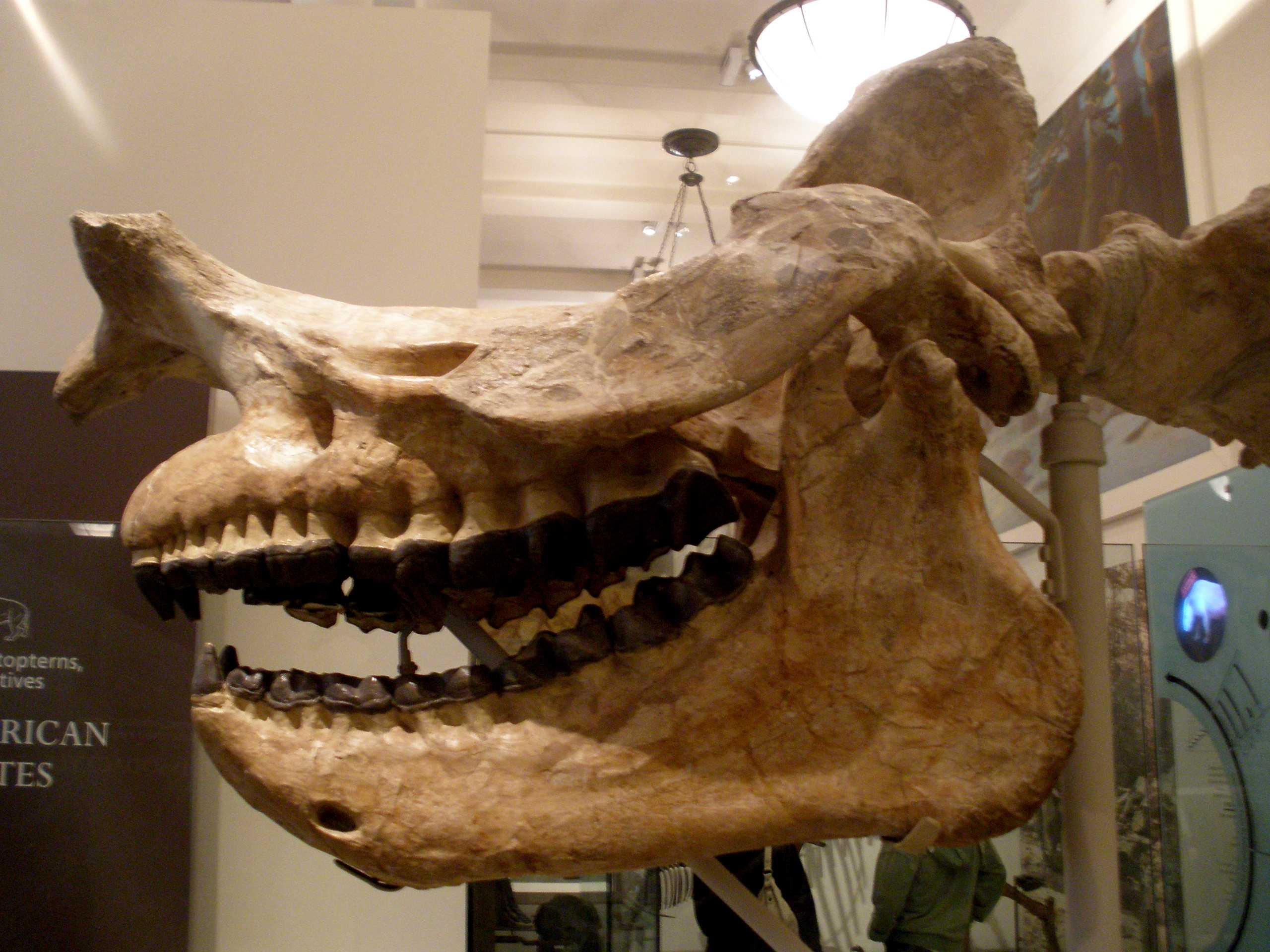
ブロントプス頭部骨格

肩高約2.5m、体長5m。ブロントテリウムに似た姿であるが、頭部の二股の角はやや小さく、先端は丸く膨らんでいる。やはりかれらもこの角で儀礼的闘争を行っていたらしく、ブロントテリウム同様肋骨に角で受けたとおぼしき骨折の跡が残る化石も存在する。

## 食性
柔らかな水辺の植物や木の葉などを主に摂食していたとされるが、同じ場所に生息していたブロントテリウムもほぼ同様の食性であった。その為、両者はクロサイとシロサイ同様、何らかの形で棲み分けていたのではないかといわれる。湿地の跡から沼で溺れたと思われるブロントプスの化石が出土している事から、ブロントプスは深い場所に生える水草を好んだのではないかといわれる。

## 分布
北アメリカ大陸に生息。

## 分類
全ての研究者の同意を得られている訳ではないが、2004年に発表された新たな分類によれば、ブロントプス属はブロントテリウム属などとともにメガセロプス属に含まれるとされる。